# ダリオ・ヴィドシッチ
ダリオ・ヴィドシッチ（Dario Vidošić, 1987年4月8日 - ）は、ユーゴスラビア（現・クロアチア）出身の元オーストラリア代表のプロサッカー選手。現役時代のポジションはミッドフィールダー。
Kリーグ時代の登録名はヴィドシッチ（ハングル: 비도시치）。

## クラブ経歴
両親ともにクロアチア人で、クロアチア系オーストラリア人。実父のラド・ヴィドシッチ(en)も元サッカー選手で、ダリオが生まれてすぐに家族でユーゴスラビアからオーストラリアに移住した。
ユース時代にはクイーンズランド・ロアーFCやオーストラリア国立スポーツ研究所に所属していた。
2006年にブリスベン・ロアーFCと1年契約を結び、プロデビューを果たす。2007年にブンデスリーガの1.FCニュルンベルクに完全移籍しドイツへ渡った。2010年にMSVデュースブルク、2011年にはアルミニア・ビーレフェルトにレンタル移籍してプレーした。
2011年からオーストラリアに帰国し、アデレード・ユナイテッドFCと契約した。
2013年8月26日、FCシオンに移籍した。
2015年9月21日、ウェスタン・シドニー・ワンダラーズFCに移籍した。
2016年6月22日、遼寧宏運足球倶楽部に移籍した。
2017年2月17日、城南FCに移籍した。
2017年8月4日、父のラドが6月からコーチを務めているウェリントン・フェニックスFCに1年契約で移籍したが、その僅か4か月後に父と共にクラブを退団。メルボルン・シティFCへ加入した。
2019年7月、インディアン・スーパーリーグのATKへ移籍。

## 代表経歴

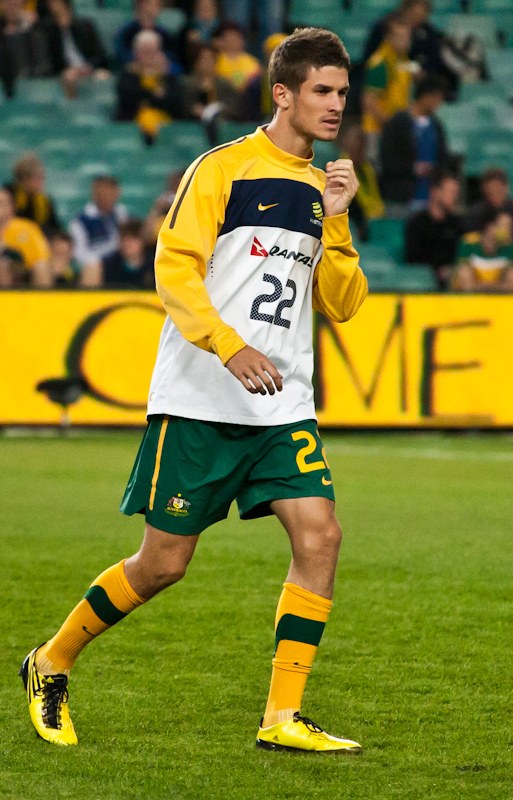
オーストラリア代表でのヴィドシッチ(2010年)

北京オリンピックの豪州代表メンバーから落選した後の2008年7月、母国クロアチアのA代表チームを選択する意向を公表したが、FIFA規約の第18条により、ヴィドシッチが21歳を越えていた為にユース代表としてプレーしていたオーストラリア代表からの国籍変更は適わなかった。
2009年6月17日、2010 FIFAワールドカップ・アジア最終予選の日本戦で84分から途中出場し、オーストラリア代表デビューを飾った。2010年5月24日、親善試合のニュージーランド戦で代表初ゴールを記録。その後2010年、2014年とFIFAワールドカップのメンバーに2大会連続で選出された。

## 代表歴

### 出場大会
- オーストラリア代表
  - 2010 FIFAワールドカップ
  - 2014 FIFAワールドカップ

### 試合数
- 国際Aマッチ 23試合 2得点（2009年-2014年）[6]

| オーストラリア代表 | 国際Aマッチ | 国際Aマッチ |
| 年                 | 出場        | 得点        |
| ------------------ | ----------- | ----------- |
| 2009               | 3           | 0           |
| 2010               | 9           | 1           |
| 2011               | 2           | 0           |
| 2012               | 0           | 0           |
| 2013               | 6           | 1           |
| 2014               | 3           | 0           |
| 通算               | 23          | 2           |